# Płyta karolińska

Płyta pacyficzna zaznaczona kolorem żółtym

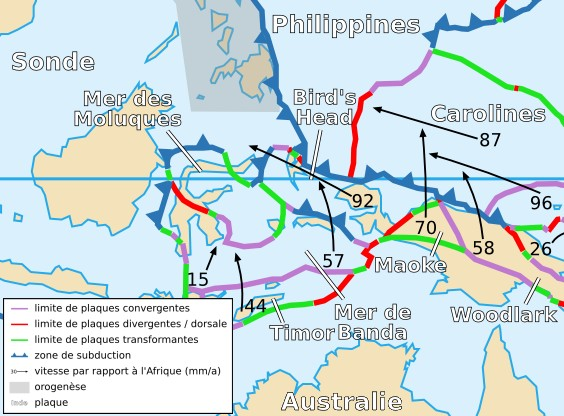
Płyta karolińska

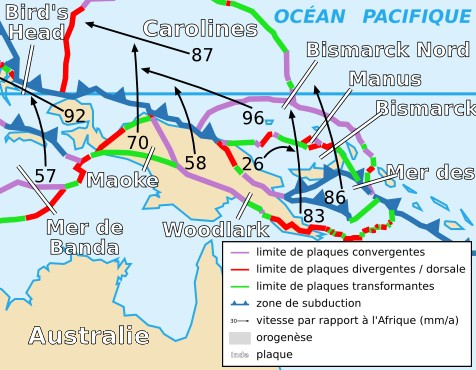
Płyta karolińska

Płyta karolińska − niewielka płyta tektoniczna, położona w Azji Południowo-Wschodniej, uznawana za część większej płyty pacyficznej.
Płyta karolińska od zachodu graniczy z płytą filipińską, od północnego wschodu i wschodu z płytą pacyficzną, od południowego wschodu z płytą Bismarcka północną i od południowego zachodu z płytami Woodlark i Ptasiej Głowy.